# Атанас Пиперков
Атанас (Танас, Ачо) Лилов Пиперков е български революционер, четник в Четата на Хаджи Димитър и Стефан Караджа.

## Биография
Роден е около 1848 година в Сопот. Бил с огромен ръст (над 2 м) и всявал респект, където се появявал. 19-годишен се присъединява към четата на Хаджи Димитър и Стефан Караджа в 1868 година. Оттегля се от четата преди сражението на Бузлуджа, слиза в Габрово и се укрива в родния си град. Успява да се прехвърли във Влашко и работи в мошията на Стефан Берон. Убит е от разбойници през 1877 година. Прототип е на Вазовия герой Ачо Пиперков от „Под игото“.